# (5971) Tickell
(5971) Tickell es un asteroide perteneciente al cinturón de asteroides, región del sistema solar que se encuentra entre las órbitas de Marte y Júpiter, más concretamente a la familia de Eunomia descubierto el 12 de julio de 1991 por Henry E. Holt desde el Observatorio del Monte Palomar, Estados Unidos.

## Designación y nombre
Designado provisionalmente como 1991 NT2. Fue nombrado Tickell en homenaje al diplomático británico Crispin Tickell, embajador en México (1981-1983) y en la ONU (1987-1990), presidió la junta del Instituto del Clima de Washington (1990-2002) y el Panel del Gobierno sobre Desarrollo Sostenible (1994-2000). También formó parte del grupo de trabajo del gobierno sobre objetos cercanos a la Tierra en el Reino Unido.

## Características orbitales
Tickell está situado a una distancia media del Sol de 2,599 ua, pudiendo alejarse hasta 3,030 ua y acercarse hasta 2,167 ua. Su excentricidad es 0,165 y la inclinación orbital 12,34 grados. Emplea 1530,73 días en completar una órbita alrededor del Sol.

## Características físicas
La magnitud absoluta de Tickell es 12,4. Tiene 8,719 km de diámetro y su albedo se estima en 0,368. 